# Liena Borysivna Hutman
Liena Borysivna Hutman (tiếng Ukraina: Лєна Борисівна Гутман; 25 tháng 2 năm 1925, Kyiv - 2010, Kyiv) là một bác sĩ sản khoa và giáo viên người Ukraina. Bà được trao bằng Tiến sĩ khoa học Y học năm 1969 và được phong hàm Giáo sư năm 1971. Bà là Nhân vật Khoa học và Công nghệ Ukraina được vinh danh năm 2001. Bà là một trong những nhà khoa học hàng đầu của Ukraina trong lĩnh vực bệnh lý nội khoa của phụ nữ mang thai. Bà đã thành lập ra một trường học riêng. Bà là tác giả của hơn 350 bài báo khoa học và hàng chục giấy chứng nhận bản quyền cho các phát minh.
Bà là nghiên cứu viên tại Viện Nhi khoa, Sản phụ khoa mang tên Viện sĩ O. M. Lukianovoi của Viện Hàn lâm Khoa học Y khoa Quốc gia Ukraina từ năm 1960 đến năm 2010. Trong thời gian công tác tại viện, bà đã có một số giai đoạn đảm nhiệm chức vụ trưởng các khoa. Bà là người phát triển các phương pháp chẩn đoán, phòng ngừa và điều trị các bệnh nội khoa và bệnh lý tim mạch ở phụ nữ mang thai, cũng như nghiên cứu cơ chế bệnh sinh và quá trình lâm sàng của các bệnh ngoại sinh dục ở phụ nữ mang thai.

## Tiểu sử
Liena Borysivna Hutman sinh ngày 25 tháng 2 năm 1925 tại Kyiv.
Năm 1947, bà tốt nghiệp Khoa Y của Viện Y Kyiv. Sau khi tốt nghiệp, bà trở thành bác sĩ nội trú lâm sàng tại Khoa Nội dự bị.
Năm 1952, bà bảo vệ luận án và được trao bằng Phó tiến sĩ Y học. Năm 1960, bà trở thành trưởng khoa trị liệu của Viện Nhi, Sản phụ khoa.
Năm 1969, bà được trao bằng Tiến sĩ khoa học Y học với luận án về bệnh thấp khớp ở phụ nữ mang thai. Hai năm sau, bà được phong học hàm Giáo sư.
Năm 1979, bà được thăng chức Trưởng khoa Bệnh ngoại sinh dục Phụ nữ mang thai. Năm 1998, bà chuyển giữ chức trưởng Khoa Bệnh lý Tim mạch của Phụ nữ Mang thai. Ba năm sau, bà được trao danh hiệu "Nhân vật Khoa học và Công nghệ Ukraina được vinh danh".

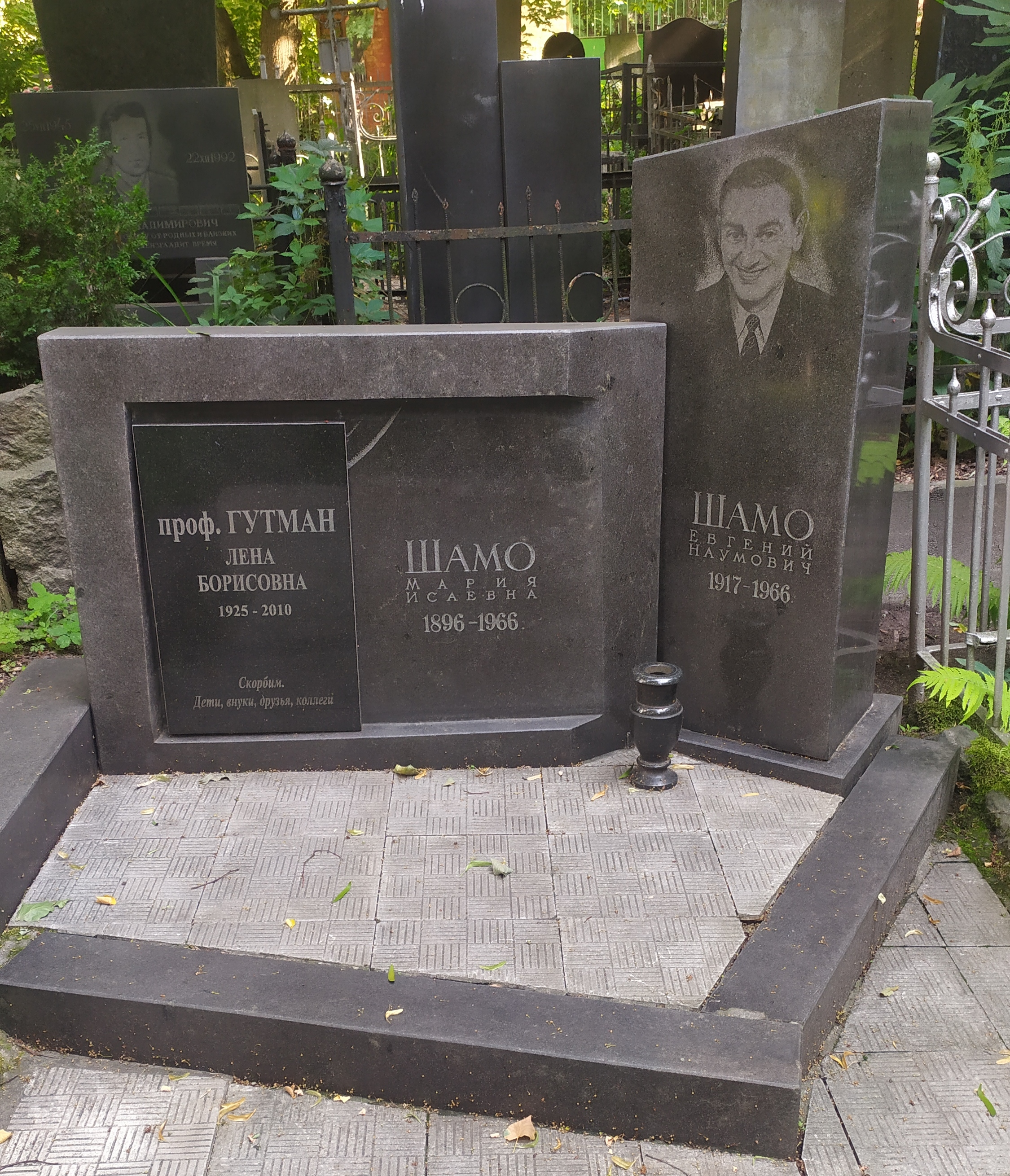
Mộ phần của Liena Borysivna Hutman và gia đình, nghĩa trang Baykove

Bà qua đời năm 2010 ở tuổi 85. Bà được chôn cất cùng gia đình tại Nghĩa trang Baikove (lô đất số 11, 50°25′00"B, 30°30′35"Đ).

## Hoạt động khoa học
Bà là tác giả của hơn 350 bài báo khoa học và hàng chục giấy chứng nhận bản quyền cho các phát minh. Bà là một trong những nhà khoa học hàng đầu của Ukraina trong lĩnh vực bệnh lý nội khoa của phụ nữ mang thai. Bà là người hướng dẫn thực hiện luận án và giáo viên của khoảng 60 tiến sĩ khoa học và phó tiến sĩ, trong đó có Oleksandra Vladymyrova, Volodymyra Medvidia, Tetiany Avramenko, Alisy Lymanskoi, Mily Kyrylchuk, Viktorii Dronovoi, v.v.
Trong thời gian giữ chức trưởng Khoa Bệnh ngoại sinh dục Phụ nữ mang thai, bà đã phát triển các phương pháp chẩn đoán, phòng ngừa và điều trị các bệnh về nội khoa và tim mạch ở phụ nữ mang thai, cũng như nghiên cứu cơ chế bệnh sinh và quá trình lâm sàng của các bệnh ngoại sinh dục ở phụ nữ mang thai. Bà đã nhiều lần hợp tác với Giáo sư Valentynoiu Dashkevych.
Năm 1990, bà cùng các đồng nghiệp đã được trao Giải thưởng Nhà nước CHXHCNXV Ukraina về Khoa học và Công nghệ vì "chứng minh, phát triển và giới thiệu rộng rãi các sản phẩm mới về chế độ ăn uống và điều trị có giá trị dinh dưỡng cao cho phụ nữ mang thai và trẻ em".

## Công trình khoa học (chọn lọc)
- «Акушерская и экстрагенитальная патология» [Текст]: (Избр. главы) / Проф. А. П. Николаев, канд. мед. наук Л. Б. Гутман, доц. Н. А. Панченко và đồng nghiệp. ; Под ред. акад. проф. А. П. Николаева ; Акад. мед. наук СССР. — Moskva: Медицина, 1968. — 375 tr.; 21 cm.
- «Ревматизм у беременных женщин» [Текст]: диссертация на соискание ученой степени доктора медицинских наук. (754) / Kyivский мед. ин-т им. А. А. Богомольца. — Kyiv: [Không rõ nhà xuất bản], 1969.
- «Лечебно-профилактическая помощь беременным при хронических воспалительных заболеваниях печени и желчных путей» [Текст]: Метод. рекомендации / [Сост. проф. А. Г. Пап, проф. Л. Б. Гутман и А. А. Закревским]. — Kyiv: [Không rõ nhà xuất bản], 1977. — 19 tr.; 20 cm.
- «Обезболивание родов у женщин с пороками сердца» [Текст]: Метод. рекомендации / М-во здравоохранения УССР ; [Сост. В. Е. Дашкевич, Е. Г. Сулимой, Л. Б. Гутман]. — Kyiv: [Không rõ nhà xuất bản], 1977. — 14 tr.; 21 cm.
- «Диагностика, комплексная терапия и реанимация при отеке легких у беременных и рожениц» [Текст]: Метод. рекомендации / М-во здравоохранения УССР ; [Сост. проф. А. Г. Пап, проф. Л. Б. Гутман и к. м. н. Е. Г. Сулимой]. — Kyiv: [Không rõ nhà xuất bản], 1977. — 19 tr.; 20 cm.
- «Комплексы ЛФК и двигательные режимы для беременных с ревматическими пороками сердца» [Текст]: Метод. рекомендации / М-во здравоохранения УССР ; [Сост. А. Г. Пап, Л. Б. Гутман, З. П. Кузьменко, З. Л. Лещинер]. — Kyiv: Không rõ nhà xuất bản, 1979. — 23 tr.; 20 cm.
- «Ведение беременности, родов и послеродового периода при заболеваниях сердечно-сосудистой системы: (Метод. рекомендации)» / М-во здравоохранения СССР, Гл. упр. лечеб.-профилакт. помощи детям и матерям; [Сост. А. Г. Пап, Л. Б. Гутман, А. Г. К3. — Moskva: Không rõ nhà xuất bản, 1980. — 39 tr.; 20 cm.
- «Методические рекомендации по диспансерному наблюдению, ведению беременности и родов при врожденных пороках сердца» / М-во здравоохранения УССР; [Сост. Л. Б. Гутман và đồng nghiệp.]. — Kyiv: Không rõ nhà xuất bản, 1983. — 20 tr.; 20 cm.
- «Реография в акушерской практике» [Текст] / Л. Б. Гутман, Н. И. Солонец, Ю. В. Мельник. — Kyiv: Здоров'я, 1983. — 183 tr. : minh họa; 20 cm.
- «Ведение беременности и родов у женщин после операций на сердце: Метод. рекомендации» / М-во здравоохранения УССР; [Л. Б. Гутман và đồng nghiệp.]. — Kyiv: Không rõ nhà xuất bản, 1987. — 22 tr.; 20 cm.
- «Диспансерное наблюдение, ведение беременности и родов при гипертонической болезни: Метод. рекомендации» / М-во здравоохранения УССР; [Л. Б. Гутман và đồng nghiệp.]. — Kyiv: Không rõ nhà xuất bản, 1988. — 24 tr.; 20 cm.
- «Гипертоническая болезнь у беременных» / [А. Г. Коломийцева, Л. Б. Гутман, Ю. В. Мельник, И. М. Меллина]. — Kyiv: Здоровья, 1988. — 189,[2] tr. : minh họa; 22 cm.
- «Беременность и роды при хронических заболеваниях гепатобилиарной системы» / Е. Т. Михайленко, А. А. Закревский, Н. Г. Богдашкин, Л. Б. Гутман. — Kyiv: Здоровья, 1990.
- «Диспансерное наблюдение, ведение беременности и родов при сахарном диабете: Метод. рекомендации» / М-во здравоохранения УССР, Респ. центр науч. мед. информ.; [Л. Б. Гутман và đồng nghiệp.]. — Kyiv: Không rõ nhà xuất bản, 1991. — 27 tr.; 20 cm.
- «Новые продукты диетического и лечебного питания для беременных женщин и детей» / [Е. М. Лукьянова, Е. П. Самборская, Л. Б. Гутман và đồng nghiệp.]; Под ред. Е. М. Лукьяновой. — Kyiv: Наук. думка, 1991. — 136,[2] tr. : minh họa; 22 cm.
- «Врожденные пороки сердца и беременность: течение, тактика ведения, исходы» / В. И. Медведь, Л. Б. Гутман, В. Е. Дашкевич và đồng nghiệp. // Зб. наук. праць VI наук. конф. серцево-судинних хірургів України.— К.: Здоров'я, 1998.
- «Сердечно-сосудистая патология и беременность. Неотложные состояния в акушерстве и гинекологии», 2000
- Гутман Л. Б., Лукьянова И. С. «Сердечная недостаточность у беременных — одна из ведущих причин материнской и перинатальной патологии и смертности» // Зб. наук. праць Асоціації акушерів-гінекологів України.— К.: Здоров'я, 2002.
- «Лечебные физические факторы у беременных». С.-Петербург, 2004
- Гутман Л. Б., Медведь В. І., Мелліна І. М. «Захворювання серцево-судинної системи у вагітних» // Перинатологія: посібник для акушерів, неонатологів та сімейних лікарів / Під ред. Антипкіна Ю. Г.— Кіровоград: Поліум, 2008.
- «Сердечно-сосудистая патология и беременность» / Л. Б. Гутман, В. И. Медведь, В. Е. Дашкевич, И. М. Меллина // Акушерство и гинекология. Неотложная помощь / Под ред. Б. М. Венцковского, Г. К. Степанковской.— Nhà xuất bản: Эксмо, 2008.
- «Висока легенева гіпертензія і вагітність: Методичні рекомендації» / В. В. Подольський, В. І. Медведь, Л. Б. Гутман та ін.— К.: Здоров'я, 2010.
- «Акушерство: учебник (ВУЗ ІІІ—ІV ур. а.)» / Б. М. Венцковский, И. Б. Венцковская, Л. Б. Гутман, Д. А. Добрянский và đồng nghiệp.; под ред. Б. М. Венцковского, Г. К. Степанковской, Н. Е. Яроцкого — Київ, Всеукраїнське спеціалізоване видавництво «Медицина», 2010

### Giấy chứng nhận quyền (đồng) tác giả đối với sáng chế
- 1980 — «Способ получения солодово-белкового экстракта»
- 1994 — «Спосіб одержання дієтичного продукту „Корміліца"»
- 1997 — «Спосіб прогнозування затримки розвитку плода»
- 1997 — «Спосіб прогнозування загрози переривання вагітності у жінок з гіпертонічною формою нейроциркуляторної астенії»
- 2000 — «Спосіб лікування нейроциркуляторної астенії у дітей та вагітних жінок»
- 2000 — «Спосіб профілактики та лікування геморагічних розладів у новонароджених, які народились від жінок, хворих на цукровий діабет»
- 2001 — «Спосіб профілактики та лікування фетоплацентарної недостатності у вагітних, хворих на цукровий діабет»
- 2002 — «Спосіб вибору методу розродження вагітних із захворюваннями серцево-судинної системи»
- 2005 — «Спосіб диференційованого лікування анемії у вагітних»
- 2005 — «Спосіб психопідготовки до пологів жінок з порушеннями серцевого ритму»
- 2007 — «Спосіб диференційованого лікування вагітних з артеріальною гіпотензією»
- 2007 — «Спосіб реабілітації вагітних при захворюваннях серцево-судинної системи»
- 2007 — «Спосіб розродження вагітних з кардіоміопатіями»
- 2007 — «Спосіб діагностики міокардіального резерву у вагітних з серцево-судинною патологією»
- 2008 — «Спосіб лікування вагітних з гіпертонічною хворобою 1 ступеня, що супроводжується значними порушеннями стану центрального кровообігу»
- 2010 — «Спосіб підготовки до пологів вагітних з вродженими вадами серця»
- 2011 — «Спосіб лікування вагітних з вадами серця, ускладненими легеневою гіпертензією» (truy tặng)
- 2011 — «Спосіб лікування вагітних з ревматичними вадами серця» (truy tặng)

## Giải thưởng
- 1990 — Giải thưởng Nhà nước CHXHCNXV Ukraina về Khoa học và Công nghệ
- 1997 — Giải thưởng Y học lâm sàng của Viện Hàn lâm Khoa học Y khoa Quốc gia Ukraina [uk]
- 2001 — Nhân vật Khoa học và Công nghệ Ukraina được vinh danh
- Giấy chứng nhận của Đoàn Chủ tịch Xô viết Tối cao Liên Xô
- Huy hiệu Ưu tú trong Chăm sóc Sức khỏe (Liên Xô) [ru]